# 호날두 타바르스
호날두 호드리게스 타바르스(포르투갈어: Ronaldo Rodrigues Tavares, 1997년 7월 22일~)는 포르투갈의 축구 선수로 포지션은 공격수이다. 대한민국 K리그1의 FC 서울에서 활동했으며 K리그 등록명은 호날두이다. 대한민국에서는 성 'Tavares'를 로마자 그대로 읽은 호날두 타바레스로도 알려져 있다.

## 구단 경력
1997년 포르투갈의 아모라에서 태어나 파이우 피르스 FC에서 축구 선수 경력을 시작해 16살에 스포르팅 CP의 유소년팀에 입단했다. 그는 2016년 1월 10일 리가 포르투갈 2에서 스포르팅 CP B가 CD 페이렌스에 2대 0으로 패배한 경기에서 하파엘 바르보자와 교체되어 경기에 출전하면서 프로 선수 경력을 시작했다.
호날두는 2016년 8월 20일 스포르팅 B가 AD 파프에 2대 4로 패배한 경기에서 프로 첫 번째 득점을 기록했다. 2018년 3월 그는 스포르팅 CP 1군의 감독 조르즈 제주스에 의해 FC 빅토리아 플젠과의 2017-18 UEFA 유로파리그 16강전에 출전하는 스포르팅 1군에 소집되었으나 경기에 출전하지 않았다. 2018년 7월 23일, 호날두는 CD 코바 다 피에다드로 1시즌 동안 임대되었다.
호날두는 2019년 여름 스포르팅 B를 떠나 FC 페나피엘로 이적했다. 그는 2022년 여름 투즐라스포르로의 이적이 불발된 후 CF 이스트렐라 다 아마도라로 이적했다. 이스트렐라 다 아마도라에서의 첫 번째 시즌에서 7득점을 기록했고 이스트렐라 다 아마도라는 리가 포르투갈 2로 강등된 지 14년 만에 프리메이라리가에 승격했다. 그는 2023년 8월 25일 이스트렐라 다 아마도라가 GD 이스토릴 프라이아에 2대 1로 승리한 경기에서 득점을 기록했다.

### FC 서울
2024년 6월 20일, 호날두는 이스트렐라 다 아마도라에서 FC 서울로 임대 이적했고 등번호로 70번을 받았다. 그는 6월 26일 서울이 강원 FC에 2대 0으로 승리한 2024년 K리그1 19라운드에서 후반 41분 강성진과 교체되어 경기에 출전하면서 서울 데뷔전을 가졌고 당월 29일 서울이 전북 현대 모터스에 5대 1로 승리한 경기에서 서울에서의 첫 번째, 두 번째 득점을 기록했다.

## 국가대표팀 경력
호날두는 2017년 1월 25일 포르투갈 U-20 축구 국가대표팀이 대한민국 U-20 축구 국가대표팀에게 1대 1로 비긴 친선 경기에 출전했다.